# Världsmästerskapen i kortbanesimning 1993
Världsmästerskapen i kortbanesimning 1993 var de första världsmästerskapen i denna idrottsgren och avgjordes i Palma de Mallorca, Spanien den 2–5 december 1993. 

## Medaljörer

### Herrar
| Gren            | Guld                                                                         | Guld         | Silver                                                                      | Silver       | Brons                                                                     | Brons        |
| 50 m frisim     | Mark Foster Storbritannien                                                   | 21,84        | Hu Bin Kina                                                                 | 21,93        | Robert Abernethy Australien                                               | 21,97        |
| 100 m frisim    | Fernando Scherer Brasilien                                                   | 48,38        | Gustavo Borges Brasilien                                                    | 48,42        | Jon Olsen USA                                                             | 48,49        |
| 200 m frisim    | Antti Kasvio Finland                                                         | 1.45,21      | Trent Bray Nya Zeeland Artur Wojdat Polen                                   | 1.45,53      | Ingen medaljör                                                            |              |
| 400 m frisim    | Daniel Kowalski Australien                                                   | 3.42,95      | Antti Kasvio Finland                                                        | 3.42,98      | Paul Palmer Storbritannien                                                | 3.45,07      |
| 1 500 m frisim  | Daniel Kowalski Australien                                                   | 14.42,04     | Jörg Hoffmann Tyskland                                                      | 14.53,09     | Piotr Albinski Polen                                                      | 14.53,97     |
|                 |                                                                              |              |                                                                             |              |                                                                           |              |
| 100 m ryggsim   | Tripp Schwenk USA                                                            | 52,98        | Martin Harris Storbritannien                                                | 53,93        | Rodolfo Falcón Kuba                                                       | 54,00        |
| 200 m ryggsim   | Tripp Schwenk USA                                                            | 1.54,19      | Luca Bianchi Italien                                                        | 1.55,09      | Stefaan Maene Belgien                                                     | 1.55,68      |
|                 |                                                                              |              |                                                                             |              |                                                                           |              |
| 100 m bröstsim  | Phil Rogers Australien                                                       | 59,56        | Ron Dekker Nederländerna                                                    | 59,95        | Seth Van Neerden USA                                                      | 1.00,08      |
| 200 m bröstsim  | Nick Gillingham Storbritannien                                               | 2.07,91 0AR0 | Phil Rogers Australien                                                      | 2.08,32      | Eric Wunderlich USA                                                       | 2.08,49      |
|                 |                                                                              |              |                                                                             |              |                                                                           |              |
| 100 m fjärilsim | Miloš Milošević Kroatien                                                     | 52,79        | Mark Henderson USA                                                          | 52,92        | Rafał Szukała Polen                                                       | 52,94        |
| 200 m fjärilsim | Franck Esposito Frankrike                                                    | 1.55,42      | Christian Keller Tyskland                                                   | 1.55,75      | Chris-Carol Bremer Tyskland                                               | 1.56,86      |
|                 |                                                                              |              |                                                                             |              |                                                                           |              |
| 200 m medley    | Christian Keller Tyskland                                                    | 1.56,80      | Fraser Walker Storbritannien                                                | 1.58,35 0NR0 | Curtis Myden Kanada                                                       | 1.59,27      |
| 400 m medley    | Curtis Myden Kanada                                                          | 4.10,41      | Serghei Mariniuc Moldavien                                                  | 4.11,96      | Petteri Lehtinen Finland                                                  | 4.12,33      |
|                 |                                                                              |              |                                                                             |              |                                                                           |              |
| 4×100 m frisim  | Brasilien Fernando Scherer Teófilo Ferreira Gustavo Borges José Carlos Souza | 3.12,11 0VR0 | USA David Fox Seth Pepper Jon Olsen Mark Henderson                          | 3.12,68      | Ryssland Roman Sjtjegolev Vladislav Kulikov Vladimir Predkin Jurij Muchin | 3.15,56      |
| 4×200 m frisim  | Sverige Christer Wallin Tommy Werner Lars Frölander Anders Holmertz          | 7.05,92      | Tyskland Christian Tröger Christian Keller Chris-Carol Bremer Jörg Hoffmann | 7.08,63      | Brasilien Gustavo Borges Teófilo Ferreira José Carlos Souza Cassiano Leal | 7.09,38 0AR0 |
| 4×100 m medley  | USA Tripp Schwenk Seth Van Neerden Mark Henderson Jon Olsen                  | 3:32.57 0VR0 | Spanien Carlos Ventosa Sergio López Joaquín Fernández José Maria Rojano     | 3.36,92      | Storbritannien Martin Harris Nick Gillingham Mike Fibbens Mark Foster     | 3.37,27      |

### Damer
| Gren            | Guld                                           | Guld         | Silver                                                              | Silver  | Brons                                                        | Brons   |
| 50 m frisim     | Le Jingyi Kina                                 | 24,23 0VR0   | Angel Martino USA                                                   | 24,93   | Linda Olofsson Sverige                                       | 25,21   |
| 100 m frisim    | Le Jingyi Kina                                 | 53,01 0VR0   | Angel Martino USA                                                   | 53,39   | Karen Pickering Storbritannien                               | 54,39   |
| 200 m frisim    | Karen Pickering Storbritannien                 | 1.56,25      | Susie O'Neill Australien                                            | 1.57,16 | Lü Bin Kina                                                  | 1.57,71 |
| 400 m frisim    | Janet Evans USA                                | 4.05,64      | Trina Jackson USA                                                   | 4.07,49 | Julie Majer Australien                                       | 4.07,91 |
| 800 m frisim    | Janet Evans USA                                | 8.22,43      | Julie Majer Australien                                              | 8.26,46 | Trina Jackson USA                                            | 8.27,50 |
|                 |                                                |              |                                                                     |         |                                                              |         |
| 100 m ryggsim   | Angel Martino USA                              | 58,50 0VR0   | He Cihong Kina                                                      | 1.00,13 | Elli Overton Australien                                      | 1.00,18 |
| 200 m ryggsim   | He Cihong Kina                                 | 2.06,09 0VR0 | Jia Yuanyuan Kina                                                   | 2.07,95 | Cathleen Rund Tyskland                                       | 2.09,59 |
|                 |                                                |              |                                                                     |         |                                                              |         |
| 100 m bröstsim  | Dai Guohong Kina                               | 1.06,58 0VR0 | Linley Frame Australien                                             | 1.07,65 | Samantha Riley Australien                                    | 1.07,77 |
| 200 m bröstsim  | Dai Guohong Kina                               | 2.21,99 0VR0 | Hitomi Maehara Japan                                                | 2.24,45 | Samantha Riley Australien                                    | 2.24,75 |
|                 |                                                |              |                                                                     |         |                                                              |         |
| 100 m fjärilsim | Susie O'Neill Australien                       | 59,19        | Liu Limin Kina                                                      | 59,24   | Kristie Krueger USA                                          | 59,53   |
| 200 m fjärilsim | Liu Limin Kina                                 | 2.08,51      | Susie O'Neill Australien                                            | 2.09,08 | Petria Thomas Australien                                     | 2.09,40 |
|                 |                                                |              |                                                                     |         |                                                              |         |
| 200 m medley    | Allison Wagner USA USA                         | 2.07,79 0VR0 | Dai Guohong Kina                                                    | 2.09,21 | Elli Overton Australien                                      | 2.10,51 |
| 400 m medley    | Dai Guohong Kina                               | 4.29,00 0VR0 | Allison Wagner USA                                                  | 4.31,76 | Julie Majer Australien                                       | 4.37,50 |
|                 |                                                |              |                                                                     |         |                                                              |         |
| 4×100 m frisim  | Kina Lü Bin Shan Ying Jia Yuanyuan Le Jingyi   | 3.35,97 0VR0 | Sverige Ellenor Svensson Linda Olofsson Susanne Lööw Louise Jöhncke | 3.39,41 | USA Angel Martino Sarah Perroni Kristie Krueger Paige Wilson | 3.40,40 |
| 4×200 m frisim  | Kina Shan Ying Zhou Guanbin Le Jingyi Lü Bin   | 7.52,45 0VR0 | Australien Tammy Bruce Elli Overton Anna Windsor Susie O'Neill      | 7.56,52 | USA Paige Wilson Sarah Perroni Trina Jackson Janet Evans     | 8.02,99 |
| 4×100 m medley  | Kina Le Jingyi He Cihong Liu Limin Dai Guohong | 3.57,73 0VR0 | Australien Elli Overton Linley Frame Petria Thomas Susie O'Neill    | 4.00,17 | USA Angel Martino Kelli King Kristie Krueger Sarah Perroni   | 4.01,30 |